# Lynk & Co 01
Lynk & Co 01 — компактный кроссовер, выпускаемый компанией Geely Automobile на платформе CMA с 2017 года. Модель была разработана совместно с Volvo.

## История
Автомобиль Lynk & Co 01 ранее назывался Geely CX11. Впервые модель была представлена в октябре 2016 года, в продаже модель с 4 августа 2017 года. С 7 июля 2018 года производится гибридный автомобиль PHEV. Пробег — 51 километр.
Семейство состоит из моделей CX11, CC11, CS11 и CH11. Продажи начались в 2017 году.
В 2021 году модель прошла фейслифтинг.

## Галерея

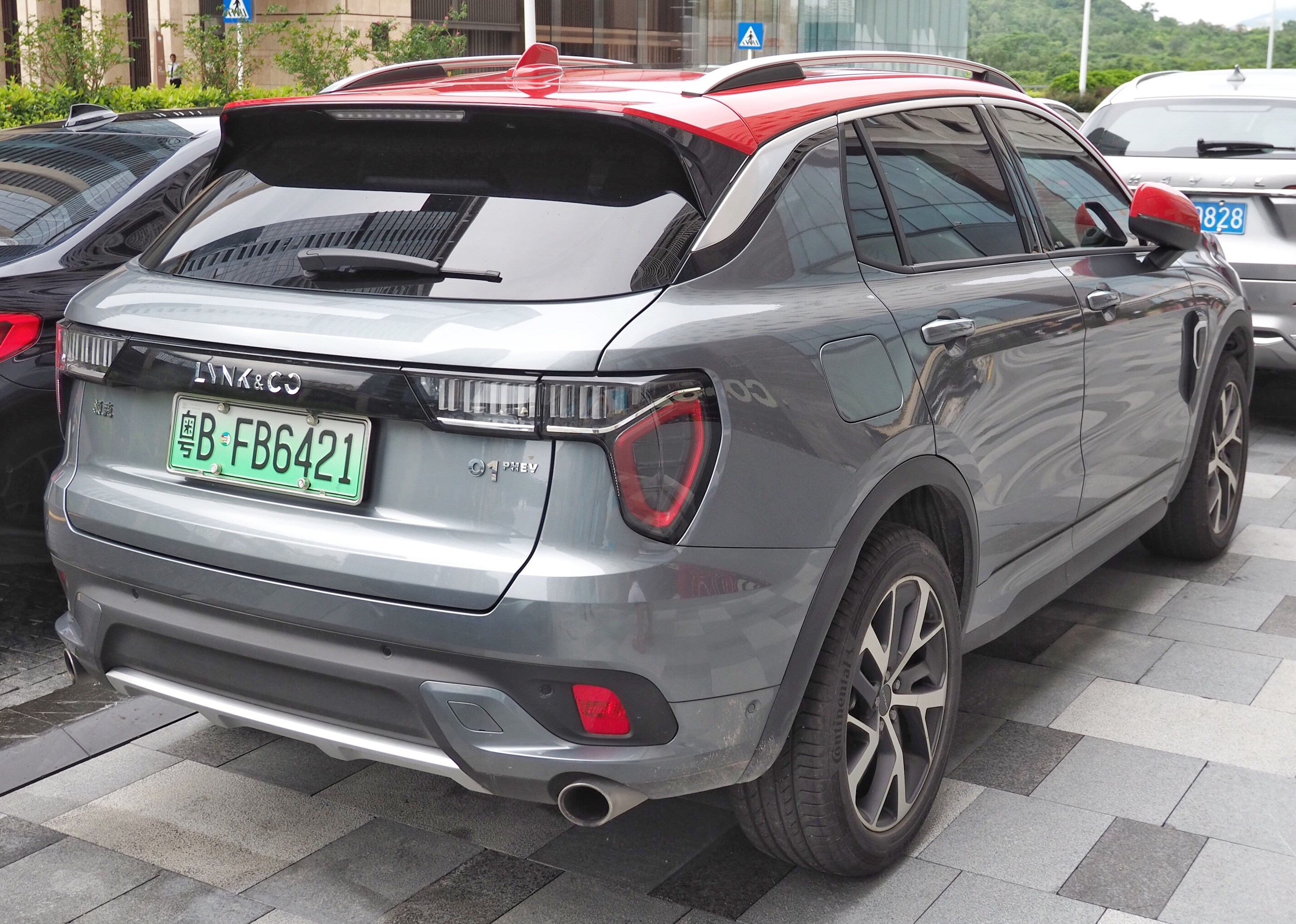
Вид сзади
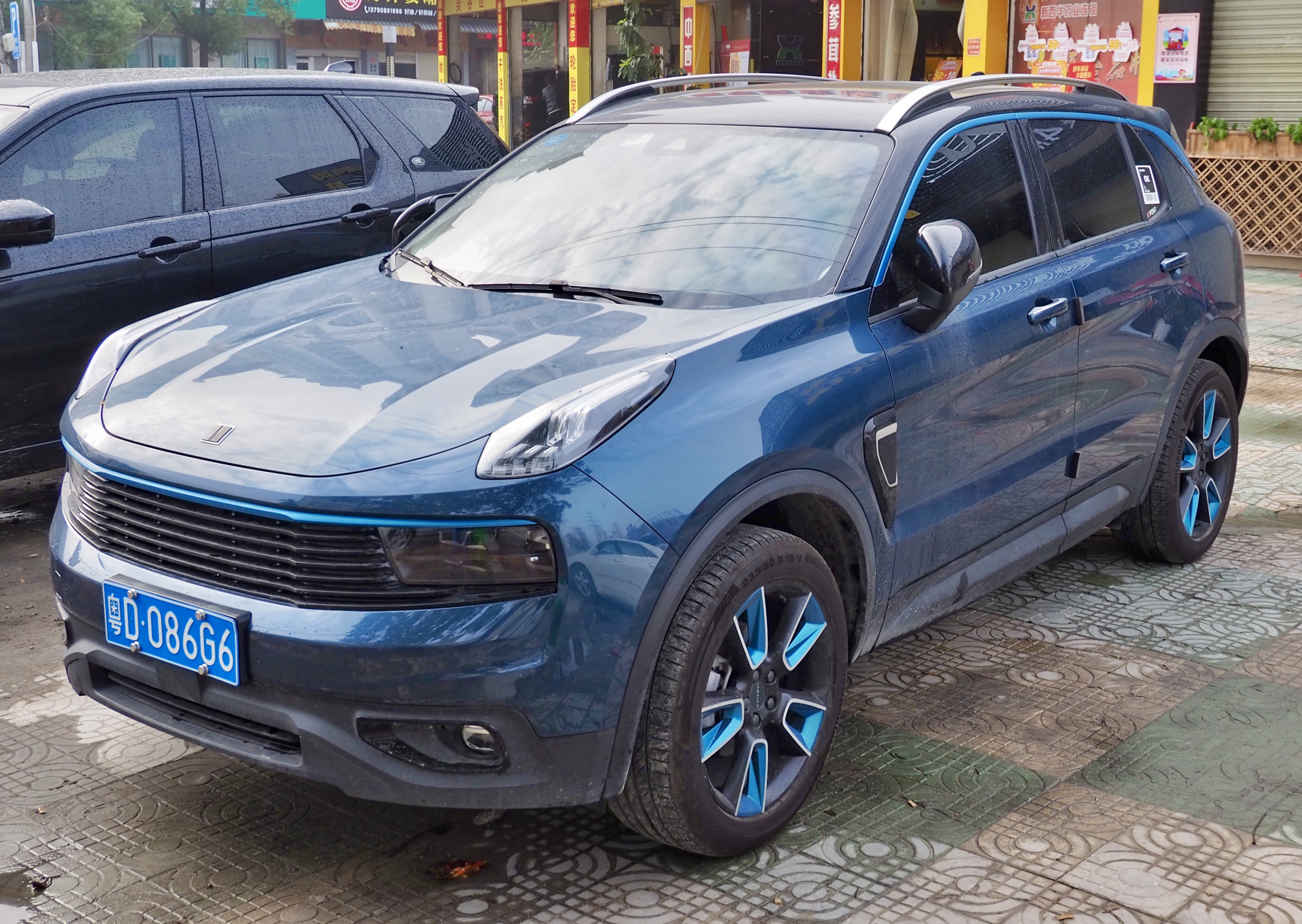
Заводская модель (вид спереди)
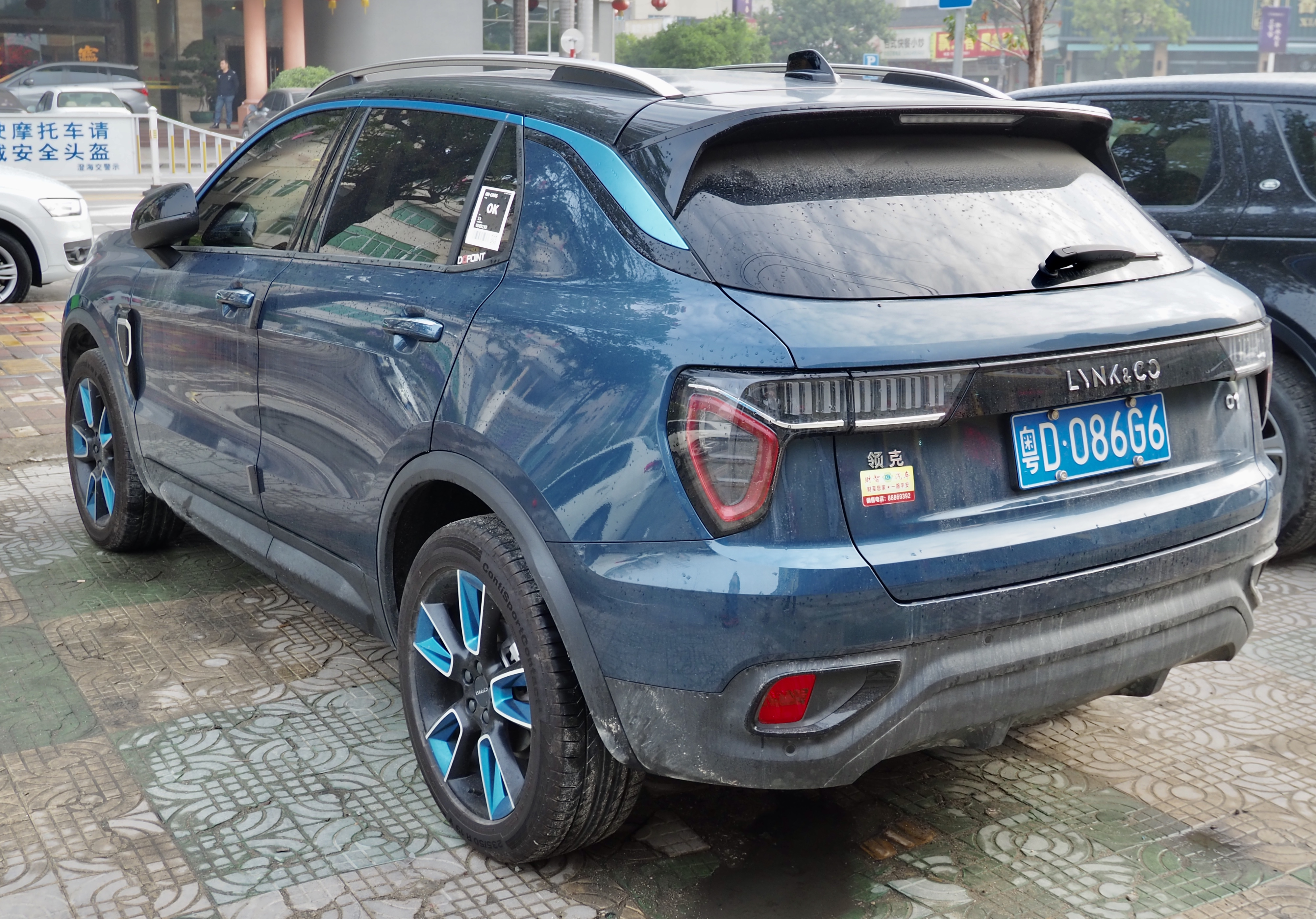
Заводская модель (вид сзади)
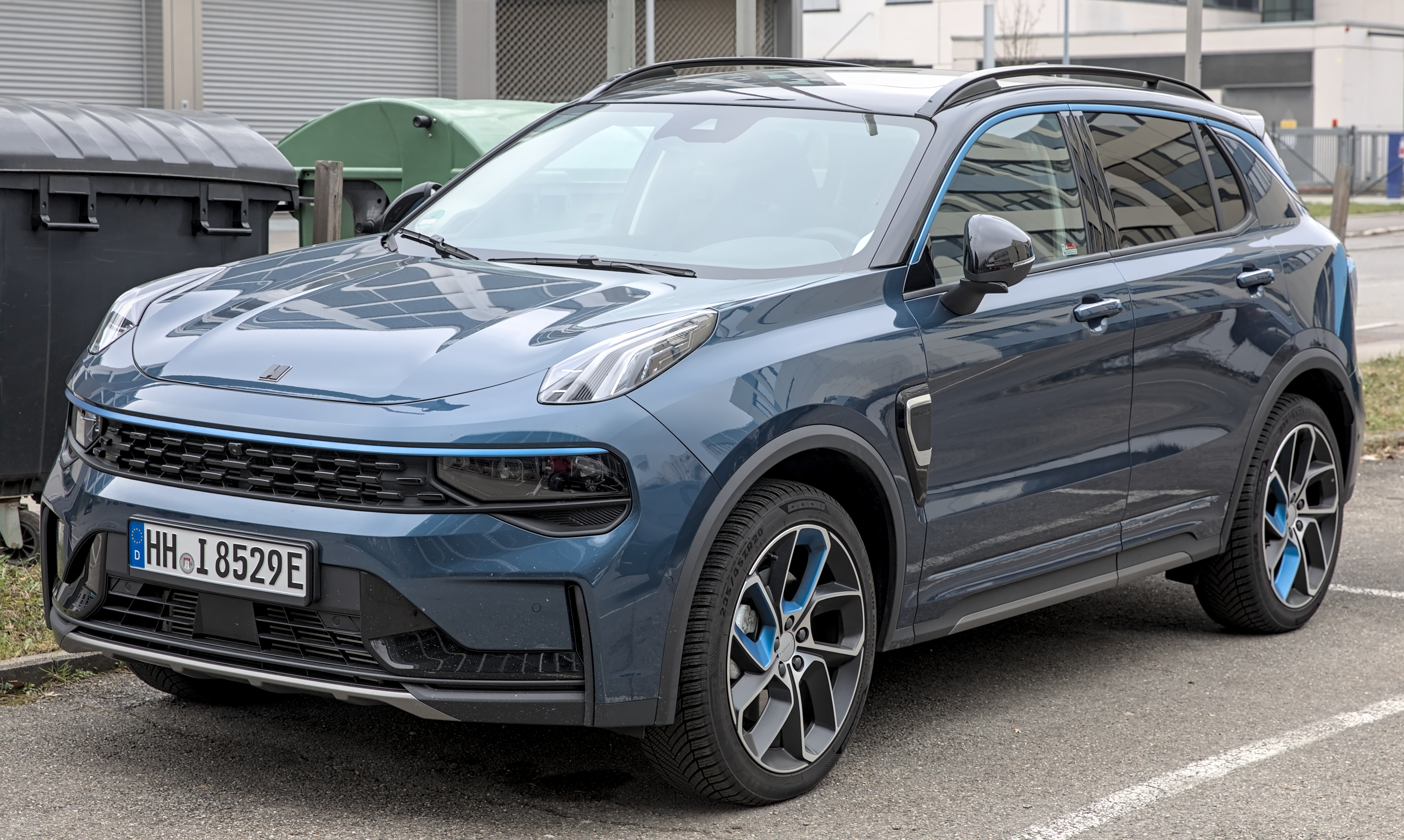
PHEV
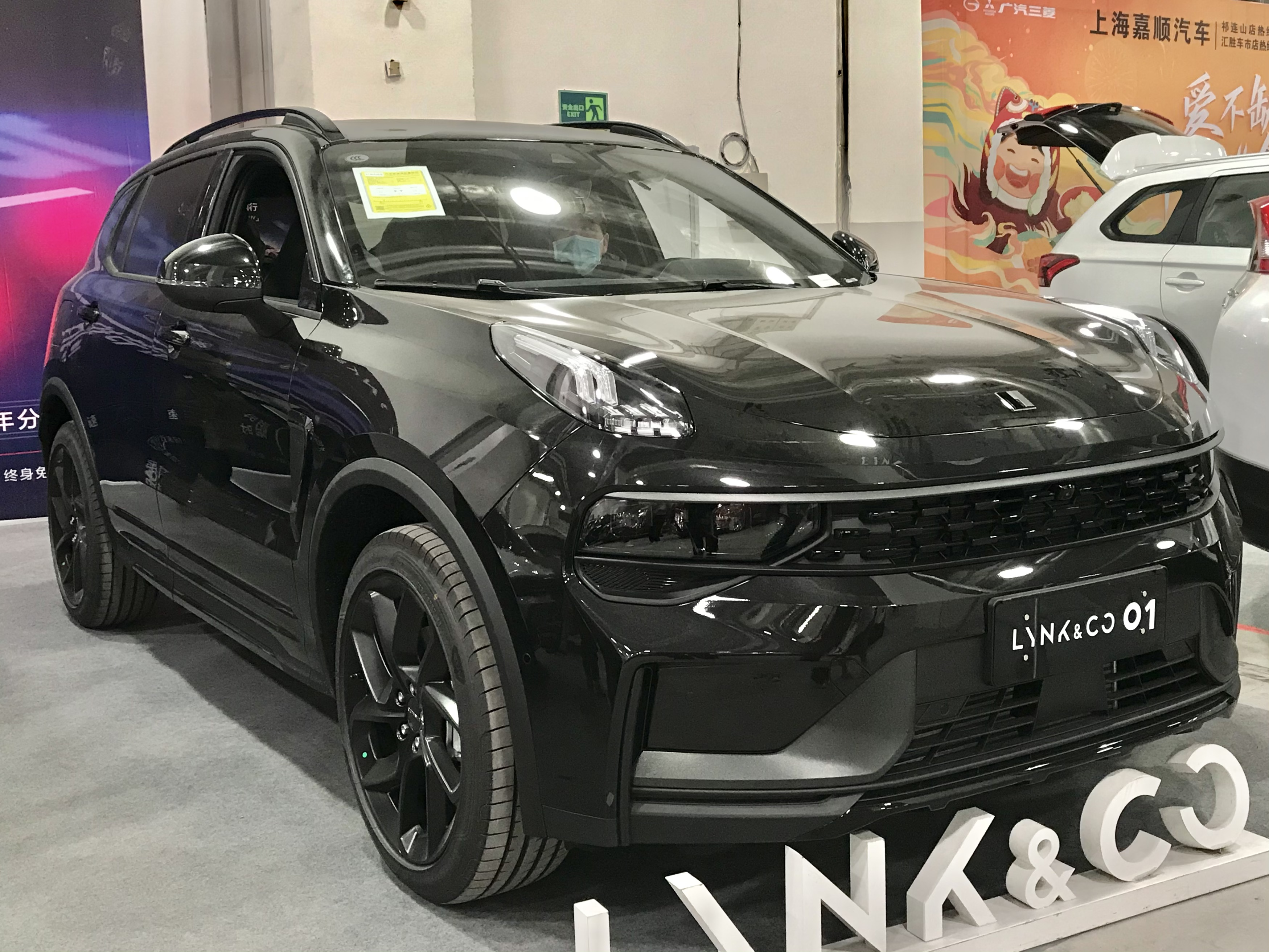
Фейслифтинг передней части
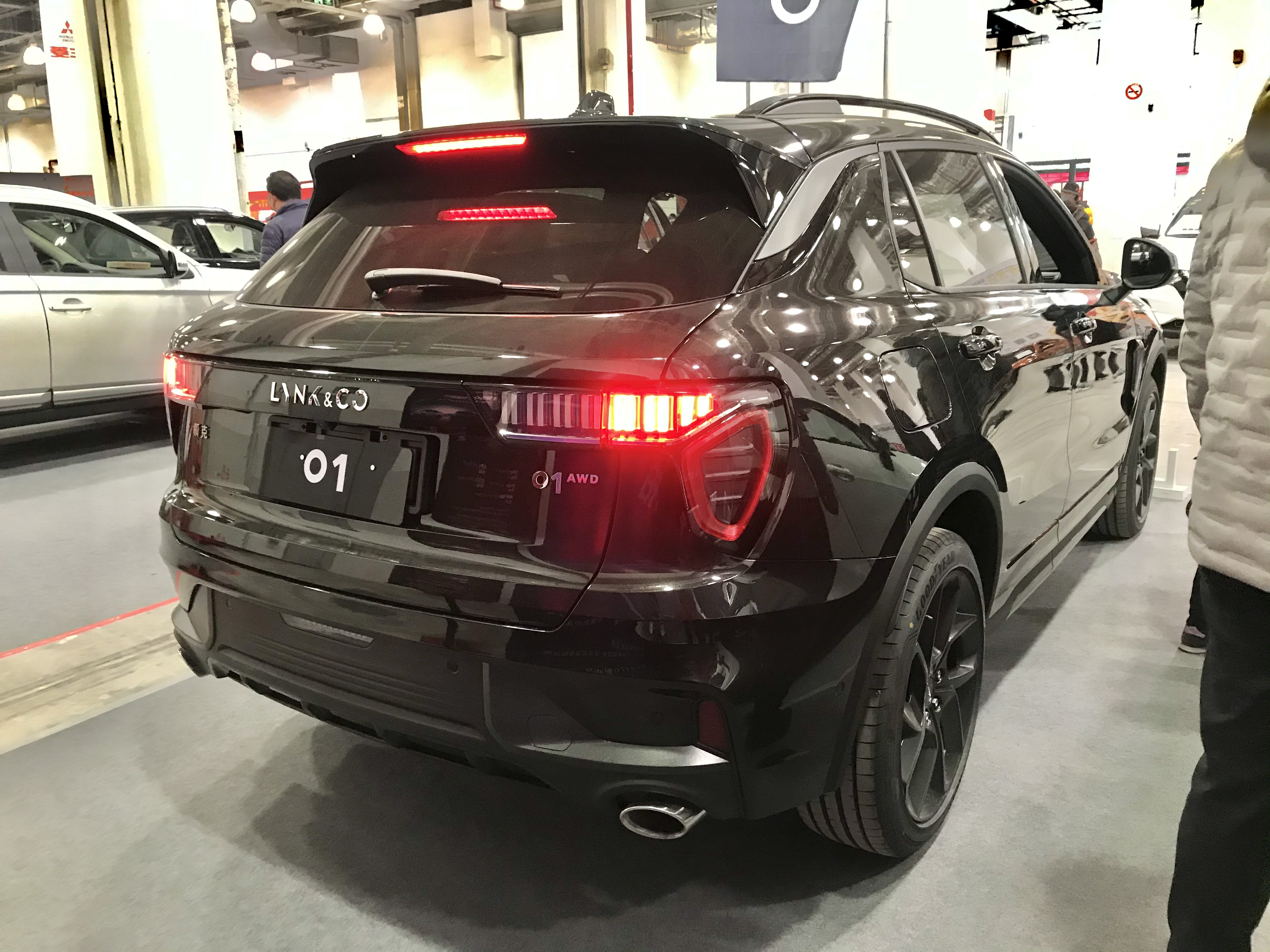
Фейслифтинг задней части